# Melanophthalma pumila
Melanophthalma pumila is een keversoort uit de familie schimmelkevers (Latridiidae). De wetenschappelijke naam van de soort werd in 1855 gepubliceerd door John Lawrence LeConte.